# Ecorregión terrestre selva de pino Paraná
La ecorregión terrestre selva de pino Paraná (en  inglés Araucaria moist forests) (NT0101) es una georregión ecológica situada en las sierras y montañas selváticas del centro-este de América del Sur. Se la incluye entre los bosques latifoliados húmedos subtropicales del neotrópico de la ecozona Neotropical.

## Distribución

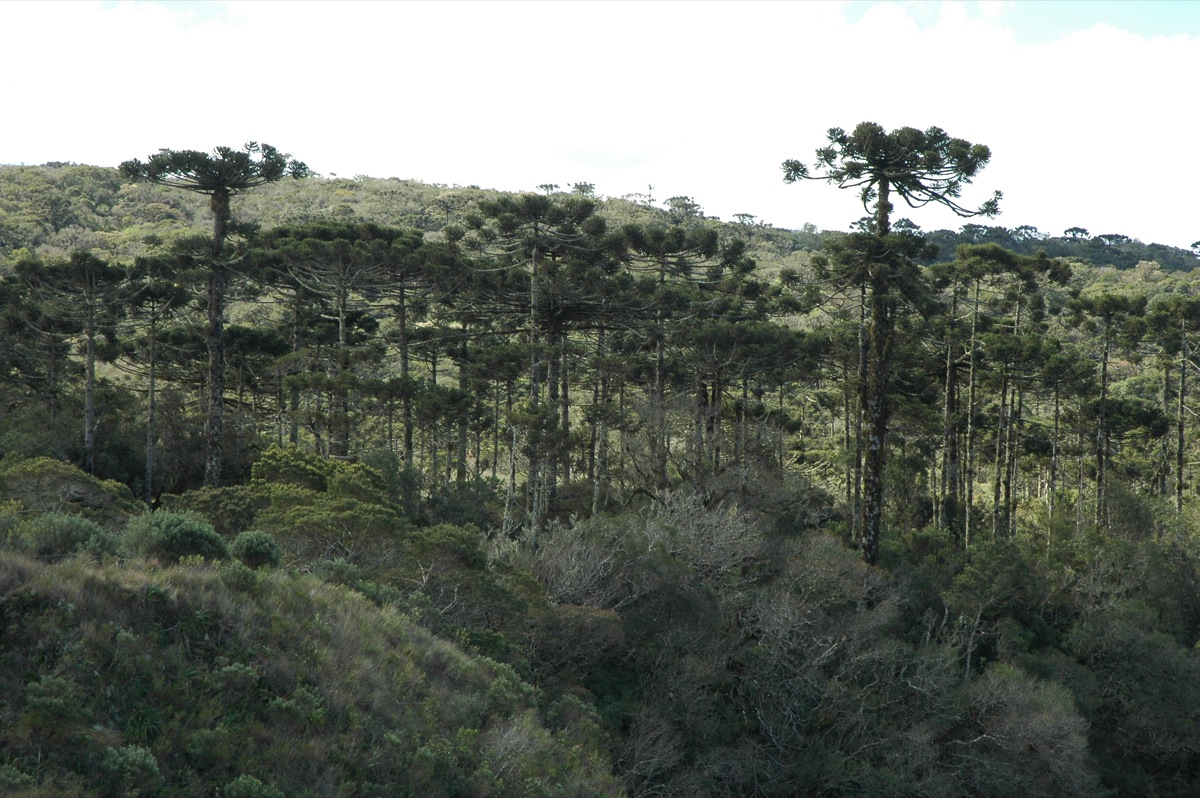
Selva con araucaria en el parque nacional de Recortados de la Sierra, ejemplo de esta ecorregión

Se distribuye en los estados del sudeste y sur del Brasil, y en las regiones serranas del este de la provincia de Misiones, por sobre los 600 m s. n. m..

## Características geográficas
Esta ecorregión terrestre comprende selvas y sabanas del tope de las sierras y planaltos del interior, en altitudes comprendidas entre los 600 y los 1800 m s. n. m. con clima subtropical o templado oceánico.  

## Características biológicas

### Flora

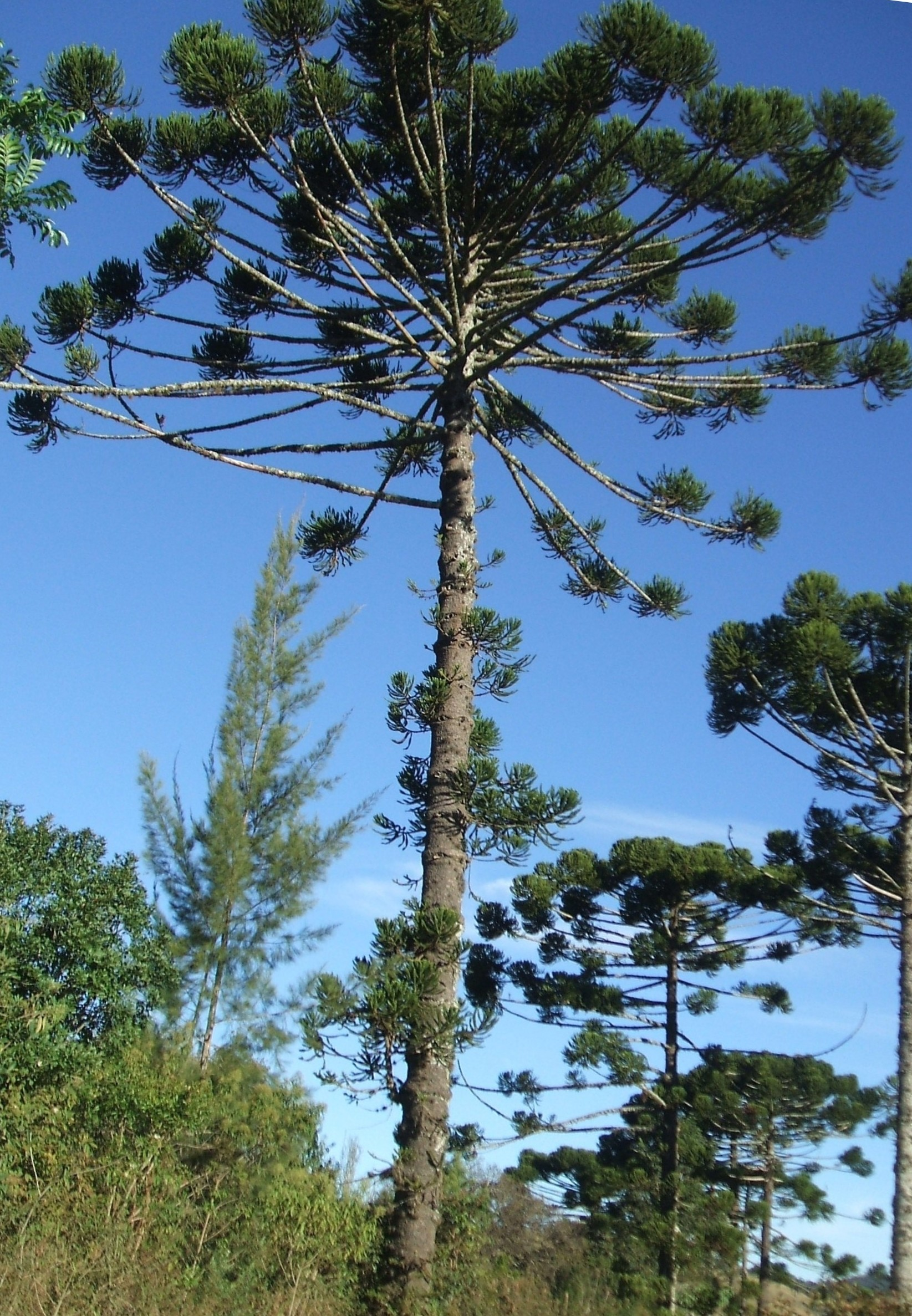
El pino paraná es la especie arbórea dominante en esta ecorregión.

La vegetación corresponde al distrito fitogeográfico planaltense de la provincia fitogeográfica paranaense. Incluye formaciones de selvas y bosques dominados, en su mayor parte, por la araucaria misionera, brasileña, o pino Paraná, junto a otras coníferas: los piñeiriños (Podocarpus lambertii y Podocarpus sellowii). Acompañan el laurel negro (Nectandra megapotamica), el guatambú blanco (Balfourodendron riedelianum), la imbuía (Cinnamomum porosum), el cedro paraíso (Cedrela odorata), el maitén (Maytenus boaria) etc. También hay bosques de palmas, sabanas arbustivas, y vegetación rupícola.

### Fauna
Entre las especies faunísticas características se encuentra el carayá colorado austral, el coludito de los pinos, y el loro chorao.

Especies características de esta ecorregión
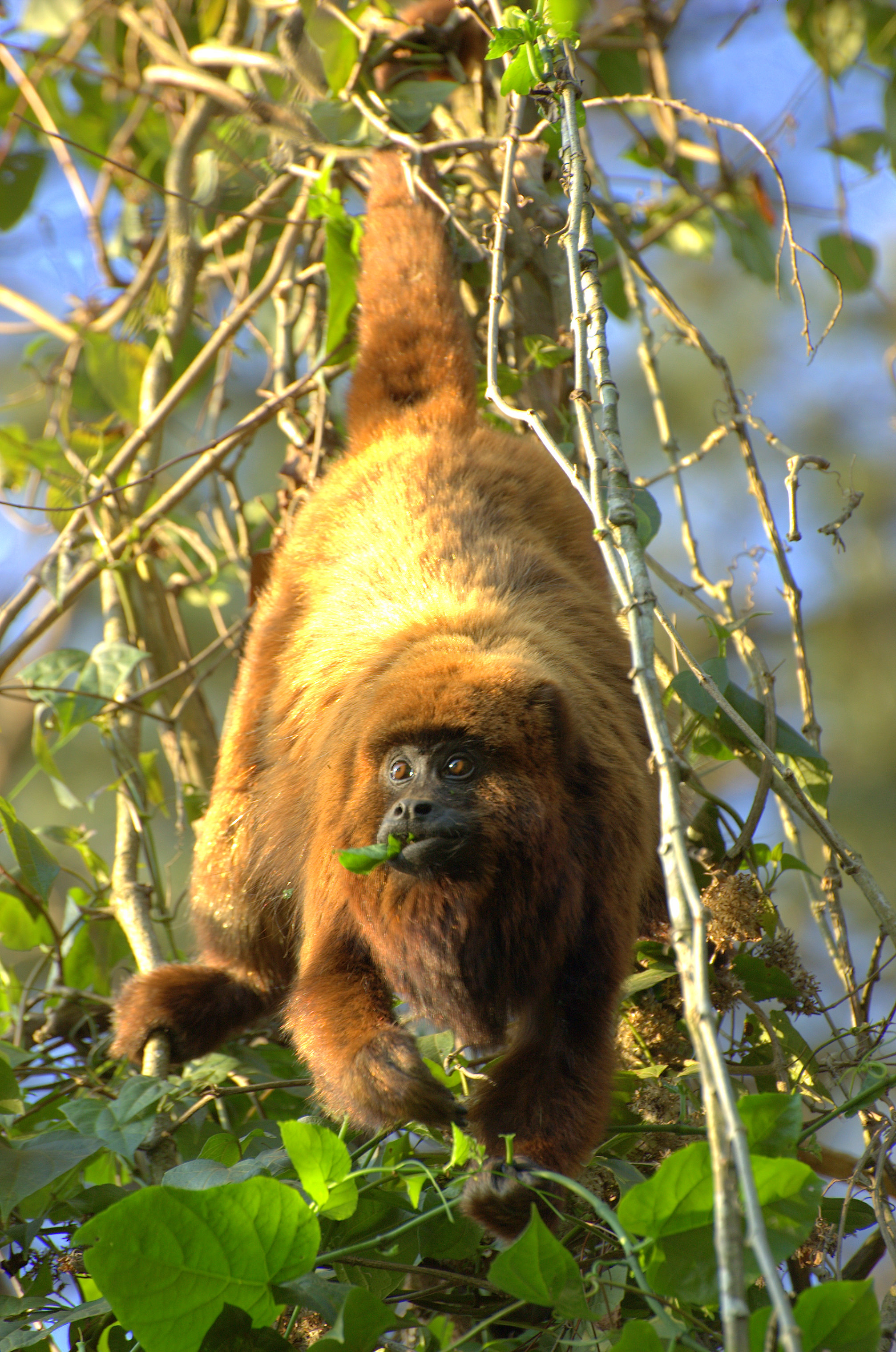
El carayá colorado austral, un primate
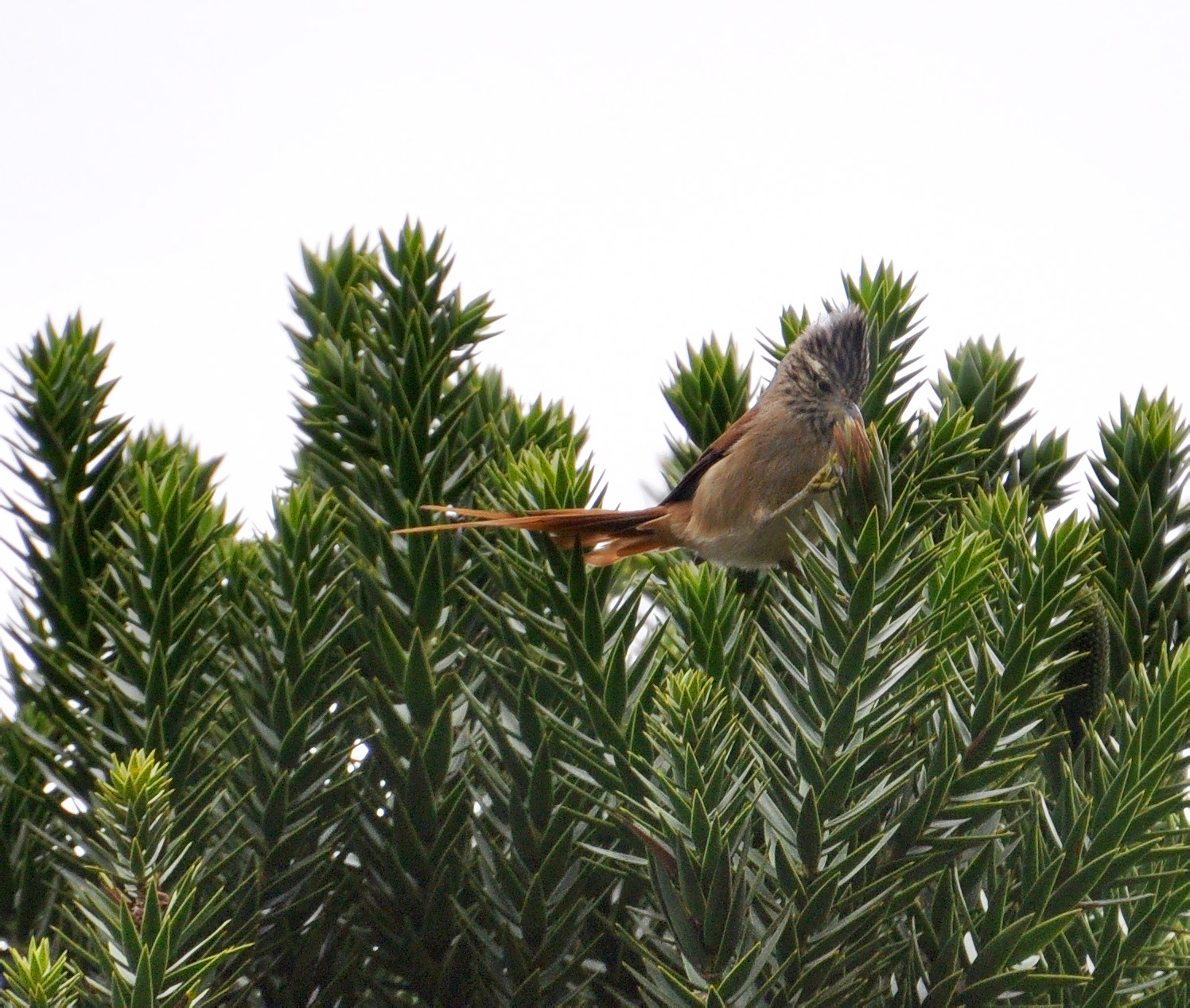
El coludito de los pinos
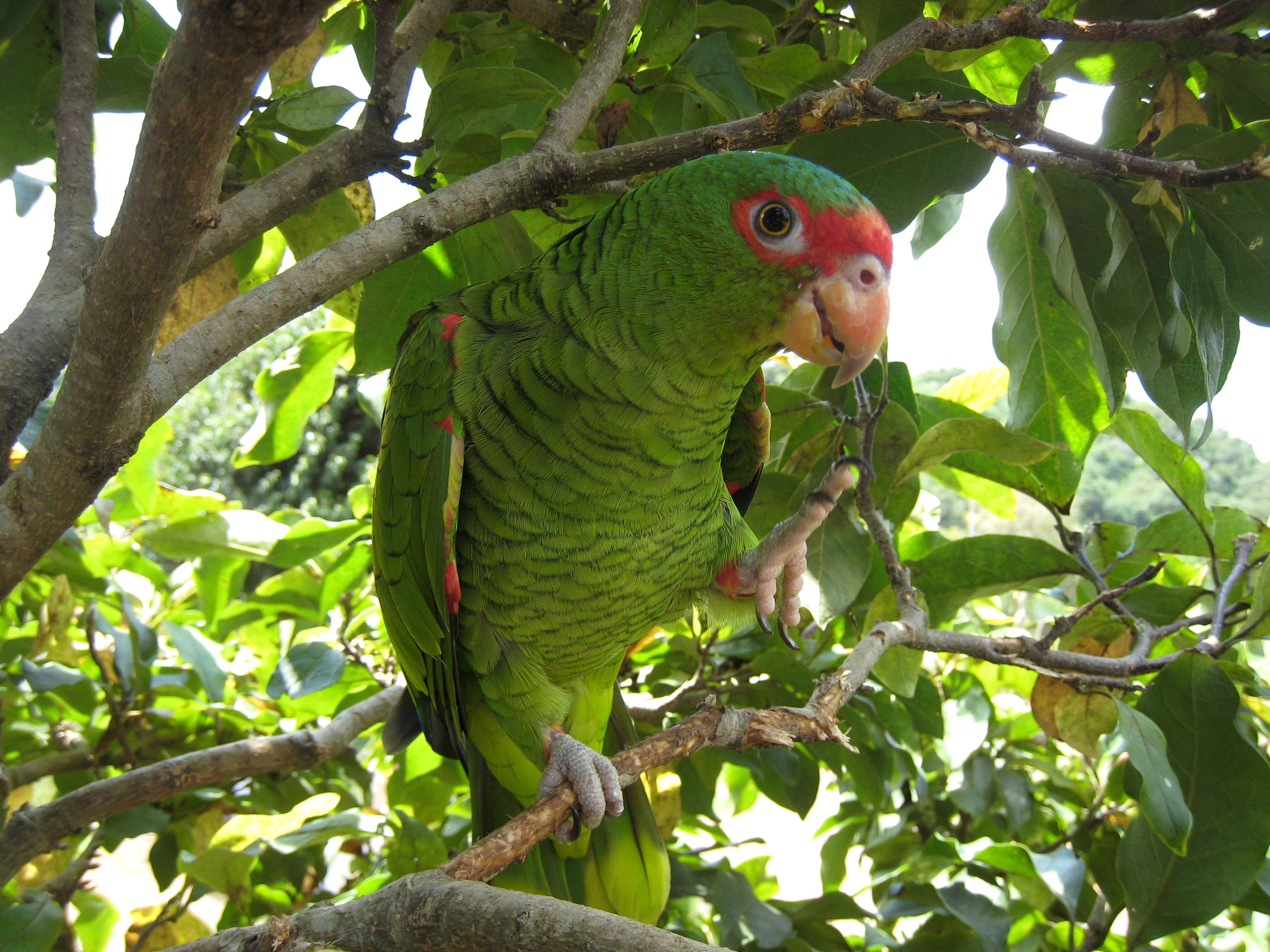
El loro chorao

## Conservación
Esta ecorregión está seriamente amenazada. El sector argentino cubría originalmente unas 210 000 hectáreas, pero para la segunda década del siglo XXI sólo unas 1200 ha han logrado conservarse. Todos los relictos están protegidos dentro de reservas nacionales (la reserva natural estricta San Antonio) o provinciales (el parque provincial de la Araucaria y el parque provincial Cruce Caballero). La organización nogubernamental encargada específicamente de su estudio y protección es la Fundación de Historia Natural Félix de Azara mediante el «Proyecto Selva de Pino Paraná», con sede en el departamento de Ciencias Naturales y Antropología de la Universidad Maimónides, en la ciudad de Buenos Aires, Argentina.